# 匡智獅子會晨崗學校
匡智獅子會晨崗學校（英語：Hong Chi Lions Morninghill School）是香港的一所特殊學校，位於香港跑馬地藍塘道159號。
該學校於1965年由匡智會創立，並由匡智會管轄及屬於輕度智障兒童學校。
學校初小至高中有8班，全校教職員總共41人。

## 歷史
1965年，該學校以「香港晨崗學校」和分別作為中文和英文的學校名稱創立，本校的辦學團體由香港弱智人士服務協進會創辦。
1997年11月，為配合本校的辦學團體「香港弱智人士服務協進會」更名為「匡智會」，其學校名稱將中文名稱的「香港晨崗學校」和英文名稱的分別更名為「匡智獅子會晨崗學校」和。
由於現有校舍空間不足，政府於2019年直接分配位於前灣仔學校的擬建特殊學校校舍，而新校舍將由巴馬丹拿設計。

## 開設科目
基礎教育
- 核心科：語文、數學、常識（小學）、社會教育（初中）
- 選修科：獨立生活技能、思維訓練、實用英語、資訊科技、體育、音樂、視覺藝術、家政、設計與科技、感知、德育及公民教育。

新高中課程
- 核心科：語文、數學、公民教育

## 外部連結
- 匡智獅子會晨崗學校官方網站
- 家庭與學校合作事宜委員會相關網站 - 匡智獅子會晨崗學校（页面存档备份，存于）

22°15′42″N 114°11′28″E / 22.261671°N 114.191022°E